# 1. Köthener Karnevalsgesellschaft 1954

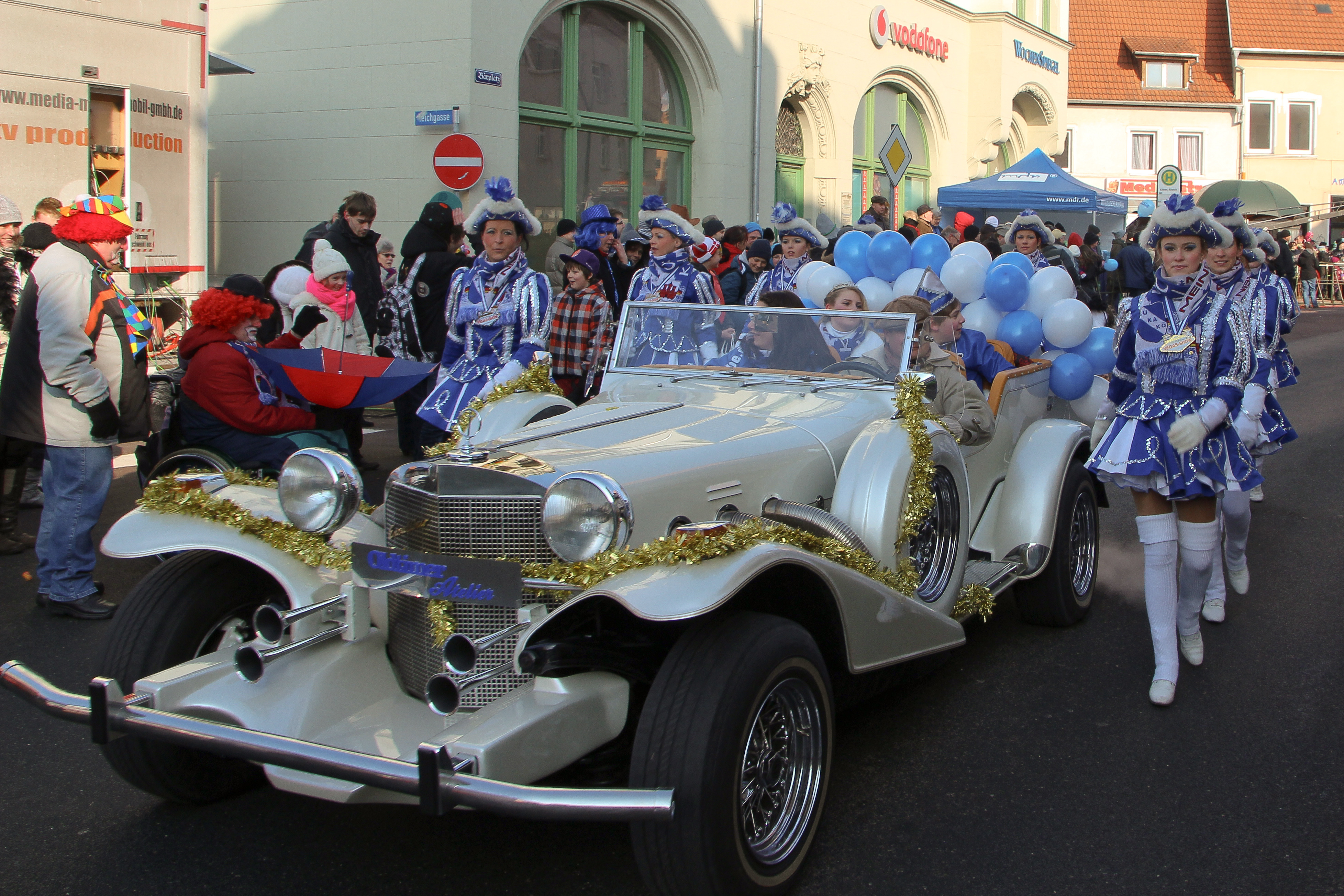
Rosenmontagsumzug 2013

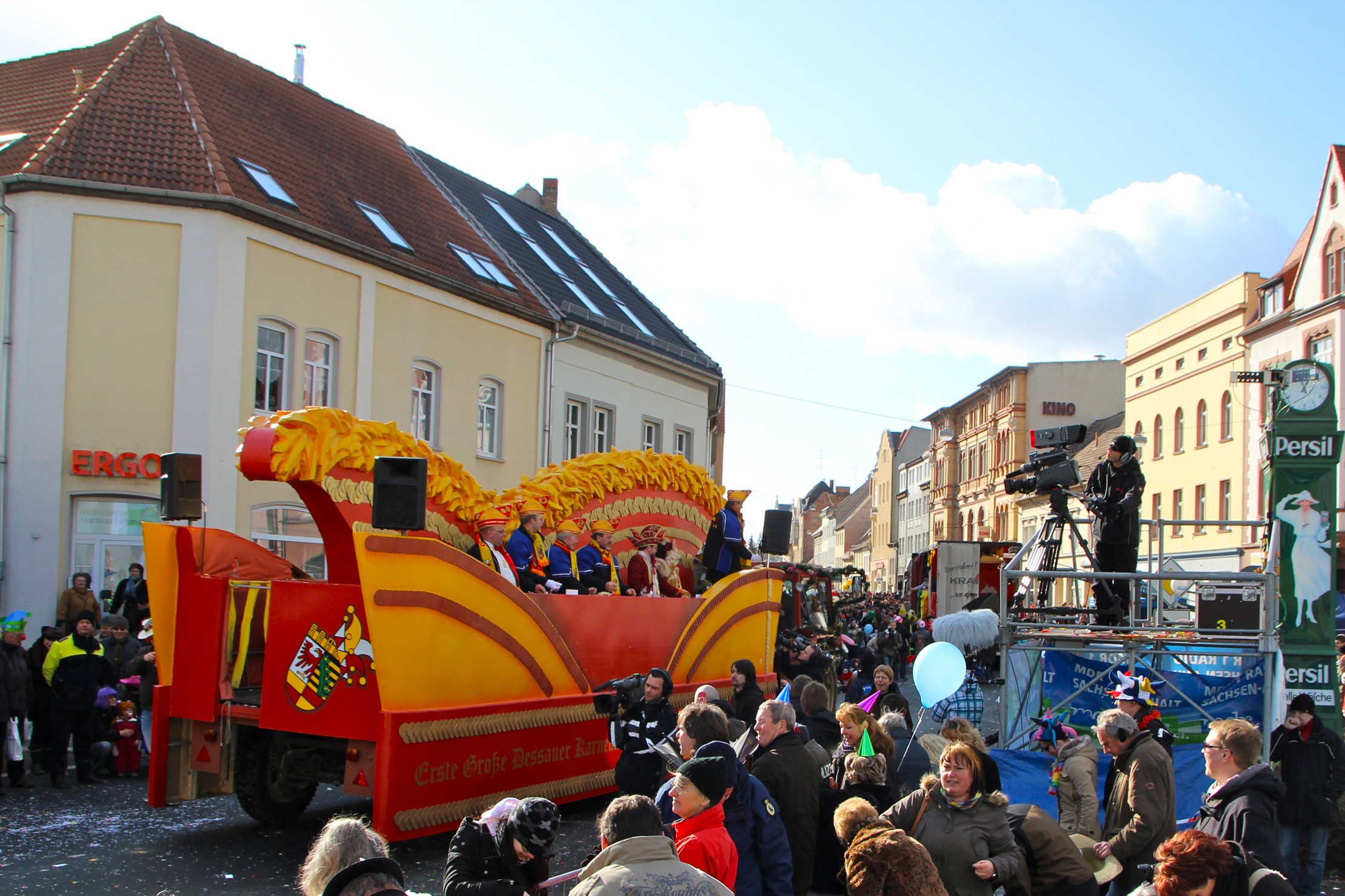
Rosenmontagsumzug 2012

Die 1. Köthener Karnevalsgesellschaft KUKAKÖ 1954 e. V. ist ein Karnevalsverein in Köthen (Anhalt).
Der Verein wurde in den 1950er Jahren gegründet, jedoch durch politische Konflikte mit der SED-Kreisleitung kam die Vereinstätigkeit zum Erliegen. Erst nach der Wende in der DDR gab es eine Wiedergründung.
In der jüngeren Geschichte ist der Köthener Rosenmontagszug der größte Rosenmontagszug Ostdeutschlands. Er wird seit 1999 live im MDR-Fernsehen übertragen.

## Geschichte
Am 2. März 1954 wurde erstmals in Köthen ein Rosenmontagszug veranstaltet. Laut SED-Bezirksorgan „Freiheit“ war die FDJ Initiator des Umzugs. Die Veranstaltungen der folgenden Jahre waren ein so großer Erfolg, dass die Kreisleitung der SED darauf aufmerksam wurde. Nach eigenen Angaben des Vereins sollte mit fiskalischen Repressalien die finanzielle Selbstständigkeit des Vereins gefährdet werden. Die Folge war, dass der Karnevalsverein seinen letzten Umzug 1959 veranstaltete und sich auflöste, viele Mitglieder des Elferrates gingen darauf in den Westen.
1992 wurde die Tradition des Rosenmontagszuges und die 1. Köthener Karnevalsgesellschaft KUKAKÖ 1954 e. V. offiziell wiederbelebt und startete in einer neuen Besetzung. Außerdem veranstaltet der Verein seit 1993 jeden Sommer das Köthener Kuhfest, in dessen Rahmen Konzerte und Tanzveranstaltungen stattfinden.
Der bislang größte Rosenmontagszug wurde 2010 veranstaltet. 43 Karnevalsvereine meldeten sich in jenem Jahr an. Der Zug bestand aus nicht weniger als 3.000 Teilnehmern, 77 Festwagen, 16 Cabrios, einer Kutsche und 72 Laufgruppen, darunter sechs Musikgruppen.
Der Verein zählt zu seinen Ehrenmitgliedern Heinz Quermann, Ewald Gast und Hans Menzel und ist mit rund 300 Mitgliedern der mitgliederstärkste Karnevalsverein Sachsen-Anhalts.
Der offizielle Schlachtruf ist „KU KA KÖ“ (Kuh Kaff Köthen).

## KUKAKÖ – Verdienstkreuz
Das KUKAKÖ – Verdienstkreuz, ist die höchste Auszeichnung, die der Vorstand der 1. Köthener Karnevalsgesellschaft 1954 e. V. verleiht. Es gibt diese Auszeichnung als Verdienstkreuz, Verdienstkreuz mit Stern und als Verdienstkreuz mit großem Stern.